# Мерл пурпуровий
Мерл пурпуровий (Lamprotornis purpureus) — вид горобцеподібних птахів родини шпакових (Sturnidae). Мешкає в Африці на південь від Сахари.

## Опис

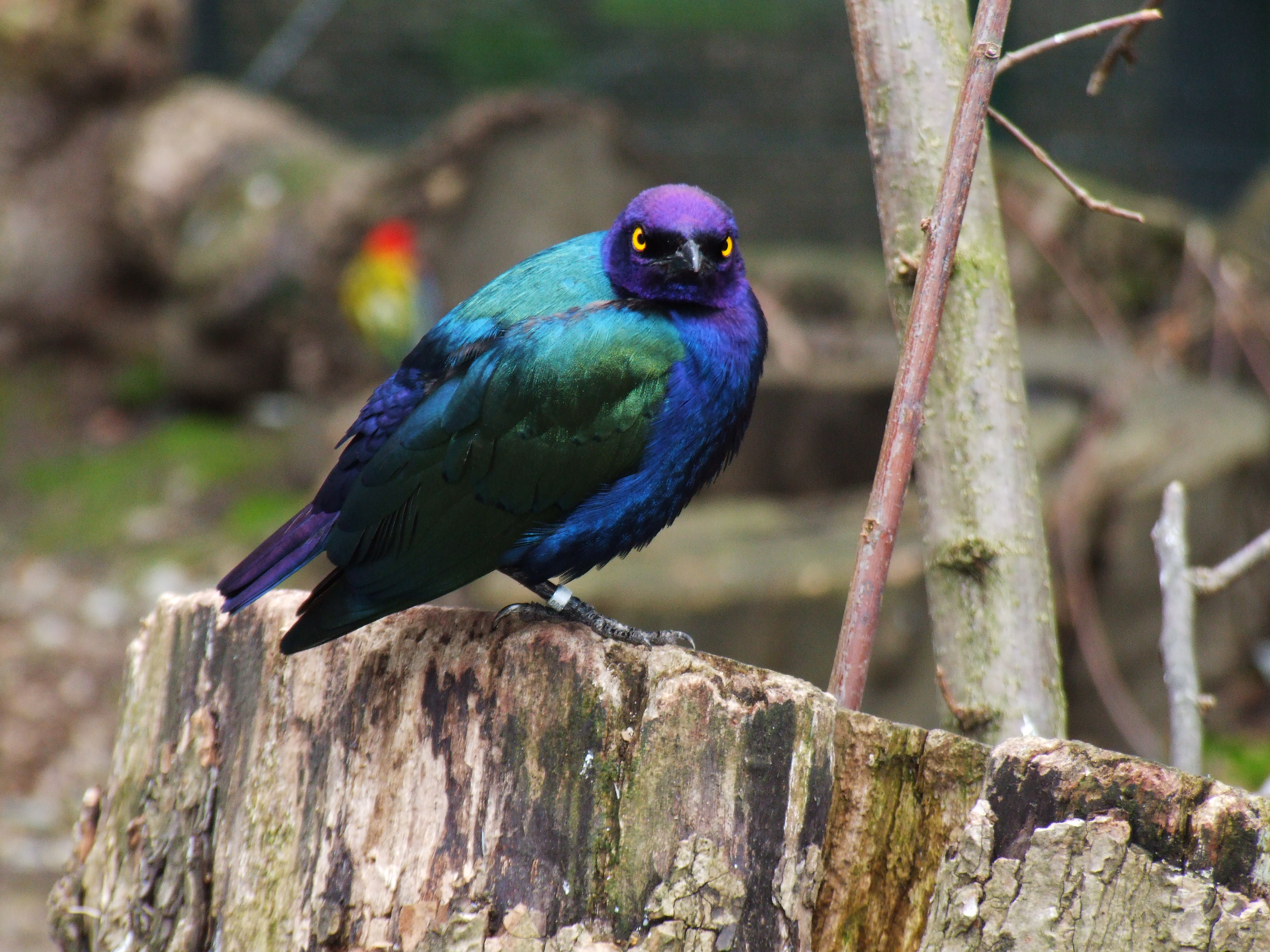
Пурпуровий мерл

Довжина птаха становить 22-27 см, вага 91-140 г. Лоб і тім'я пурпурові, потилиця синювато-фіолетова, шия з боків і плечі синьо-зелені. Спина світло-синя, надхвістя фіолетово-синє. Хвіст відносно короткий, центральні стернові пера фіолетові, крайні більш сині, покривні пера хвоста синьо-фіолетові з пурпуровими стрижнями. Обличчя чорне, скроні пурпурові. Підборіддя, горло і верхня частина грудей фіолетові, груди сині, решта нижньої частини тіла фіолетова. Крила синьо-зелені, на кінці більш сині, покривні пера крил мають білі кінчики, що формують два ряди чорних плям. Загалом оперення має характерний райдужний металевий відблиск. Очі жовті, дзьоб і лапи чорні. Виду не притаманний статевий диморфізм.
У молодих птахів верхня частина тіла коричнева, пера на плечах мають блискучі зелені кінчики. Надхвістя фіолетове. Голова і нижня частина тілапопелясто-коричневі, тім'я і груди мають легкий пурпуровий відблиск. Крила як у дорослих птахів, однак відблиск на них менш виражений. Хвіст посередині яскраво-фіолетовий, з боків синій. Очі зеленувато-жовті. 

## Підвиди
Виділяють два підвиди:
- L. p. purpureus (Müller, PLS, 1776) — від Сенегалу і Гамбії до Нігерії;
- L. p. amethystinus (Heuglin, 1863) — від Камеруну до Уганди і Кенії.

## Поширення і екологія
Пурпурові мерли мешкають в Сенегалі, Гамбії, Гвінеї-Бісау, Гвінеї, Малі, Кот-д'Івуарі, Гані, Того, Беніні, Буркіна-Фасо, Нігері, Нігерії, Камеруні, Центральноафриканській Республіці, Чаді, Демократичній Республіці Конго, Південному Судані, Судані, Уганді і Кенії. Вони живуть в саванах, рідколіссях, чагарникових заростях, на полях, в парках і садах, поблизу людських поселень. Зустрічаються зграйками по 20 птахів, іноді до кількох сотень або тисяч птахів. Іноді приєднуються до змішаних зграй птахів. 
Пурпурові мерли живляться дрібними плодами, зокрема фікусами, Ceiba pentandra, Azadirachta indica і Ziziphus, насінням, а також комахами, зокрема термітами і мурахами. Під час сезону розмноження ці моногамні птахи зустрічаються парами. Початок сезону розмноження у них різниться в залежності від регіону і зазвичай припадає на кінець сезону посухи і на початок сезону дощів, переважно на лютий-березень або на червень-липень. Пурпурові мерли гніздяться в дуплах дерев, іноді у штучних гніздівлях. Дупла вони встелюють сухою травою і листям. В кладці 2-3 блакитнуватих або синіх яйця, поцяткованих червонувато-коричневими плямами, розміром 27×20 мм. Насиджують лише самиці, за пташенятами доглядають і самиці, і самці.